# 巴加尼奧諾克河
53°57′10″N 78°53′23″E / 53.9529°N 78.8897°E
巴加尼奧諾克河（俄语：Баганёнок），是俄羅斯的河流，位於該國南部，屬於巴甘河的支流，流經新西伯利亞州，河道全長180公里，流域面積898平方公里。